# Maniola lemur
Maniola lemur är en fjärilsart som beskrevs av Franz Paula von Schrank 1801. Maniola lemur ingår i släktet Maniola och familjen praktfjärilar. Inga underarter finns listade i Catalogue of Life.